# Hamvai János
Hamvai János (Budapest, 1902. szeptember 7. – Új-Zéland, 1988. április 10.) magyar származású műfordító, eszperantista, nyelvész, közlekedési részvénytársasági hivatalnok.

## Életpályája
Hamvai János és Mészáros Mária fiaként született. 1929–1936 között, valamint 1938-tól az Országos Magyar Katolikus Eszperantó Egyesület titkára, 1938–1940 között főtitkára, 1941–1942 között alelnöke volt. 1933. július 7-én Budapesten, a Józsefvárosban feleségül vette a nála öt évvel idősebb, sauei születésű Michalson Olga Alinét. 1948-ban észt származású feleségével politikai okokból elhagyta Magyarországot; Olaszországon át Új-Zélandra költözött. 1950-ben Aucklandbe költöztek, ahol eszperantó tanfolyamokat vezetett.
Gárdonyi Géza műveinek fordítója volt.

## Művei
- A bagolyszemű cowboy (1941)
- Parittyás cowboy (1941)

## Műfordításai
- Isten rabjai: Sklavoj de Dio (1972)
- A láthatatlan ember: La nevidebla homo